# Punta de la Clota
La Punta de la Clota és una muntanya de 508 metres que es troba al municipi dels Torms, a la comarca catalana de les Garrigues.